# Odense Å
De Odense Å is een rivier op het eiland Funen in Zuid-Denemarken. De rivier stroomt bijna diagonaal over het eiland, beginnend in de Arreskov Sø, een meer net boven Faaborg in het zuidwesten. Op zijn weg loopt de rivier door de stad Odense waar hij zijn naam aan dankt en mondt uiteindelijk uit in de Odensefjord, een zeeinham die deel uitmaakt van het Kattegat.